# Mommark
Mommark is een plaats in de Deense regio Zuid-Denemarken. Het dorp op het eiland Als maakt deel uit van de gemeente Sønderborg. Het telt 540 inwoners (2017). 
Het dorp was eindpunt van een zijtak van de spoorlijn Sønderborg - Skovby. Op het station konden reizigers overstappen op de veerboot naar Faaborg op het eiland Funen. Na het sluiten van de spoorlijn in 1962 stopte de veerboot in 1967. De veerroute naar Søby op het eiland Ærø hield het vol tot 2009. Beide bestemmingen, Funen en Ærø, worden nu gevaren vanuit het dorp Fynshav.